# Meshed
Meshed vagy Mesed (perzsául: مشهد) Irán északkeleti részén található, az ország második legnagyobb városa. Lakosainak száma 2 772 000 fő volt 2011-ben

## Fekvése
Türkmenisztán határának közelében, Teherántól 850 km-re keletre fekszik, 985 m tengerszint feletti magasságon. Razavi Horászán tartomány székhelye. A selyemút mentén fontos kereskedelmi központ volt.
A várost vasút és légi járatok kötik össze a fővárossal. Híresek a gyapjúból készült meshedi szőnyegek.  
Egyetemi város. Szőnyeggyártásáról, textil-, gyógyszerészeti és élelmiszeripari ágazatairól ismert.

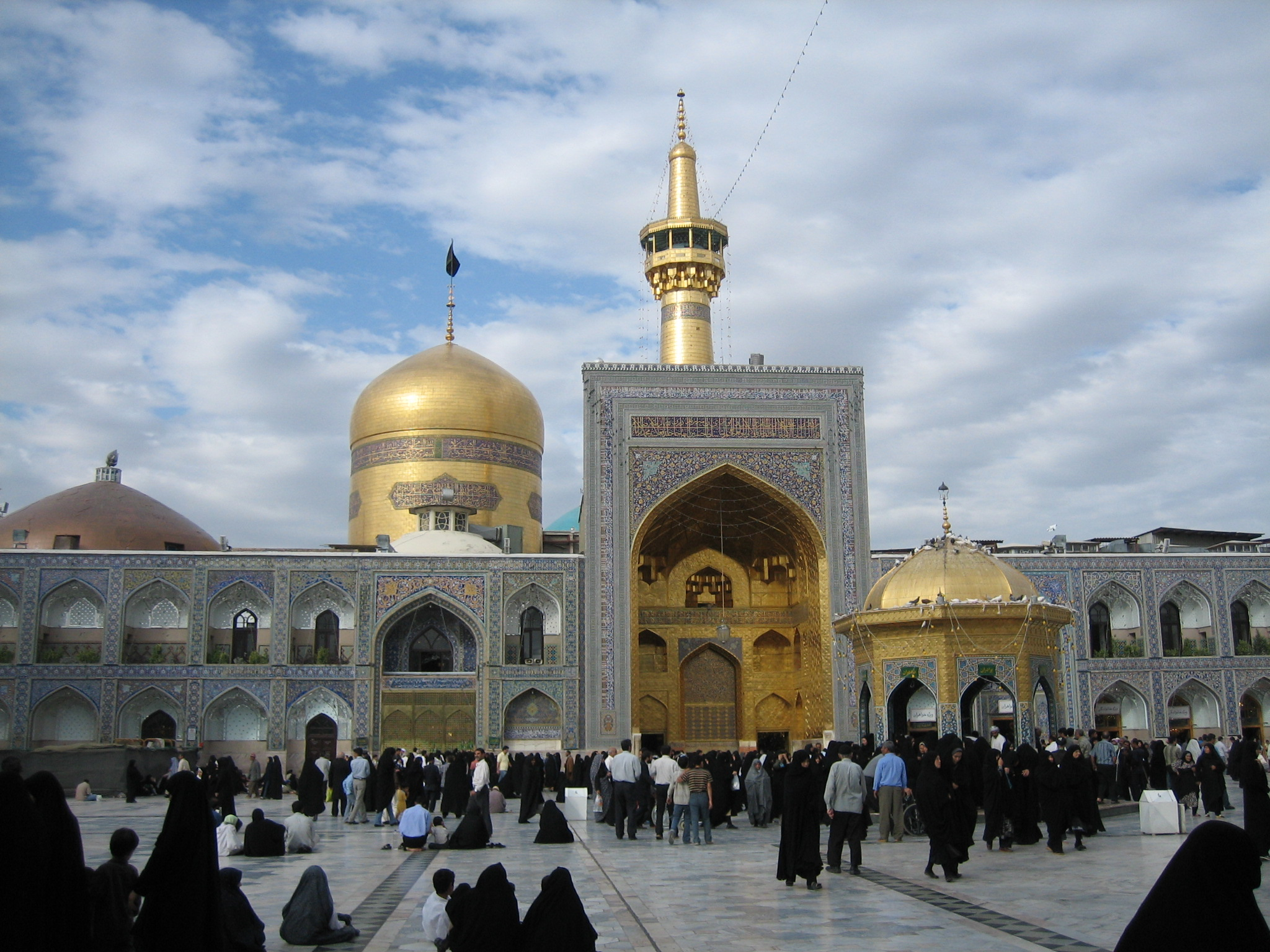
Reza imám szentélye

Itt van eltemetve Ali Reza imám (vallási vezető), amely sírhely az egyik szent zarándokhelye a síita iszlám hívőinek. Évente több mint 100 000 zarándok keresi fel a szent helyet. A városközpont északkeleti részén van a Szent-Körzet. Az itt álló mecsetek nagy része zarándokhely, ahová síítákon kívül más vallásúaknak általában nem tanácsos belépni.

## Fordítás
Ez a szócikk részben vagy egészben  a   Mashhad című angol Wikipédia-szócikk fordításán alapul.  Az eredeti cikk szerkesztőit annak laptörténete sorolja fel. Ez a jelzés csupán a megfogalmazás eredetét és a szerzői jogokat jelzi, nem szolgál a cikkben szereplő információk forrásmegjelöléseként.